# Johann Heinrich Florin
Johann Heinrich Florin (* 1650 in Niederneisen bei Diez; † 17. Januar 1700 in Herborn) war ein deutscher evangelischer Geistlicher und Hochschullehrer.

## Leben
Johann Heinrich Florin war der Sohn des Schultheißen Engelbert Florin und dessen Ehefrau Catharine (geb. Lutz).
Er studierte Theologie an der Hohen Schule Herborn und hörte dort unter anderem die Vorlesungen bei Matthias Nethenus.
1675 wurde er Collaborator am Pädagogium Herborn und gleichzeitig Diakon der dortigen Kirchengemeinde. Am 11. Januar 1679 kam er als Rektor und Prediger nach Siegen, von wo er am 1. Januar 1688 als Pädagogearch und Professor der Beredsamkeit und Geschichte an das Pädagogium der Hohen Schule nach Herborn zurückberufen wurde.
1691 wurde er als außerordentlicher Professor an die Hohe Schule Herborn berufen. Als Nachfolger von Johannes à Lent, auch Johann von Lent (1654–1696) wurde er 1696 ordentlicher Professor der Theologie der Hohen Schule; gleichzeitig wurde er auch Pastor in Herborn.
1699 reiste er an die Universität Basel und promovierte beim Dekan Peter Werenfels am 19. Oktober 1699 zum Dr. theol.; kurz nach seiner Rückkehr verstarb er dann.
Johann Heinrich Florin war in erster Ehe seit dem 15. Juni 1680 mit Agnese (* 19. August 1660; † 9. Mai 1691 in Herborn), Tochter des Bürgermeisters Matthias Hartmann; gemeinsam hatten sie fünf Kinder, von diesen sind namentlich bekannt:
- Johann Matthias Florin;
- Heinrich Ernst Florin (* 2. März 1690).

In zweiter Ehe war er mit Juliane Elisabeth († 9. Januar 1707) verheiratet; von ihren vier Kindern ist namentlich bekannt:
- Dorothee Esther, verheiratet mit Oberförster Kleyensteuber.

### Schriftstellerisches Wirken
Johann Heinrich Florin verfasste einige theologische Schriften, die sich gegen die Kirche Roms und gegen die Jesuiten richteten. 1684 widerlegte er mit Corn-Sprew, das ist Christl. u. gründl. Unterricht, wodurch Allen, beydes Reformirt und Römisch-Catholischen gezeigt wird, daß das Examen des Jesuiten Ludwig Corn über den christl. Trost vom Grund der Seligkeit gegen den Clevischen Hofprediger Joh. Hund nichtig sei von J. Hircano Engelberthi die Schrift Catholisches Examen des Bentheimer Jesuiten Ludwig Corn.

## Schriften (Auswahl)
- Dissert. philologico-theologicade nomine Tetragrammato, sen synopsis selectiss. quaestonium de nomine Deo proprio Jehova. Herborn 1677.
- Dissert. philol.-theol. de divisione decalogi, seu dilucidatio, qua ostenditur, non reformatis usitatum distributionem legitimam et in verbo Dei fundatam esse. Herborn 1679.
- Tractatus curiosus contin. selectissimas de statu innocentiae et lapsus quaestiones. Herborn 1681.
- Corn-Sprew, das ist Christl. u. gründl. Unterricht, wodurch Allen, beydes Reformirt und Römisch-Catholischen gezeigt wird, daß das Examen des Jesuiten Ludwig Corn über den christl. Trost vom Grund der Seligkeit gegen den Clevischen Hofprediger Joh. Hund nichtig sei von J. Hircano Engelberthi. Herborn 1684.
- Fons latinitatis ex variis, iisque probatissimis Latii sermonis auctoribus pure scaturiens. Hanoviae 1685.
- Diss. philol. de distinctione vocum Imago, Idolum, Simulacrum Herbornae: Andreae, 1690.
- Hyperaspistes sive Defensor Veritatis Adversus errores, quorum nuper Vir nobiliss. & Jurispr. fama Celeberr., D. Joh. Heserus Religionem Reformatam, ad incrustandam suam ab ea apostasiam, insimulare non dubitavit. 1694.
- Papa mulier s. oratio de Johanna Papissa, sedem papalem Leonem IV. inter & Bened. III. sortita. 1695.
- Brod deß Lebens, und deß Verstandes. Mainz 1700.
- Ioh. Henrici Florini Fons Latinitatis : Ex Variis, Iisque Probatissimis Latii Sermonis Auctoribus Pure Scaturiens ; Accedunt Appendices Quinque ; I. Vocabulorum Barbarorum ; II. Sententiarum & Adagiorum ; III. Aenigmatum, Griphorumque Varii Generis ; IV. Syllabus Particularum Sermonis Latini ; V. Prosodia. Francofurti & Lipsiae 1752. (Digitalisat)